# Santiago del Estero Hockey Club
 (septembre 2022).
Le Santiago del Estero Hockey Club est un club de hockey sur gazon basé à Santiago del Estero.

## À propos
Le Santiago del Estero Hockey Club est une équipe de sport amateur évoluant en championnat argentin nommé la "Super Liga". Il a été fondé dans le courant du XXIe siècle[évasif].

## Compétitions internationales
- 6 matchs de la Ligue professionnelle féminine de hockey sur gazon 2022-2023 (2 contre les  Pays-Bas, 2 contre la  Grande-Bretagne et 2 matchs  Pays-Bas -  Grande-Bretagne)
- 6 matchs de la Ligue professionnelle masculine de hockey sur gazon 2022-2023 (2 contre les  Pays-Bas, 2 contre la  Grande-Bretagne et 2 matchs  Pays-Bas -  Grande-Bretagne)